# Lottie Hellingman
 (octobre 2018).
Si vous disposez d'ouvrages ou d'articles de référence ou si vous connaissez des sites web de qualité traitant du thème abordé ici, merci de compléter l'article en donnant les références utiles à sa vérifiabilité et en les liant à la section « Notes et références ».
 Lottie Hellingman, née le 7 août 1977 à Middenbeemster, est une actrice, chanteuse et présentatrice néerlandaise.

## Filmographie

### Cinéma
- 1999 : Missing Link (nl) de Ger Poppelaars[2]
- 2009 : The Hell of '63 de Steven de Jong[3]
- 2009 : The Storm de Ben Sombogaart : Stientje[4]
- 2011 : Lena de Christophe Van Rompaey : Le rechercher numéro 1[5]
- 2015 : Gips de Jeroen Houben : Inge[6]
- 2017 : Sirene de Zara Dwinger[7]

### Téléfilms
- 1999-2000 : Blauw blauw (nl) : Susan
- 2001 : IJs : Maaike Mulder
- 2001 : SamSam : Eefje
- 2003-2005 : De Band (nl) : Hella Bakker
- 2004 : Kamer van Ko : Ko
- 2011 : Vakantie in eigen land (nl) : Claire
- 2011 : Hart tegen Hard (nl) : Esther Samuels
- 2012 : Van God Los (nl) : Janneke
- 2013 : Dokter Tinus : Sandra Derks
- 2015 : Dagboek van een callgirl (nl) : La mère
- 2018 : Flikken Maastricht : Mirella

## Discographie

### Comédies musicales
- 1997 : Eindeloos : Pearl
- 1997-1998 : Miss Saigon : Ellen
- 1998 : Nilsson : Deux rôles (Diane & Joy)
- 1998-1999 : Blood Brothers : Linda
- 2000-2001 : Koning van Katoren : Kim
- 2004 : De scheepsjongens van Bontekoe : Deux rôles (Syra et Sito)
- 2013 : Circus : Victoria